# Skellefteå IF
Skellefteå IF ist ein schwedischer Sportverein. Derzeit besitzt er Abteilungen für Leichtathletik und Bowling. Die mittlerweile im Skellefteå FF aufgegangene Fußballabteilung spielte zeitweise zweitklassig.

## Geschichte
Skellefteå IF wurde Ende der 1910er Jahre gegründet. Erste Erfolge konnten im Bereich Skilanglauf errungen werden, als der Verein bei den schwedischen Meisterschaften 1927 die Mannschaftswertung gewinnen konnte.
Die Eishockeymannschaft des Klubs konnte 1945 kurzzeitig auf sich aufmerksam machen, als sie mit Erreichen des Viertelfinales um die schwedische Meisterschaft ihren größten Erfolg feiern konnte.
Der Fußballmannschaft gelang 1954 der Aufstieg in die drittklassige Division 3 Norra Norrland. Dort etablierte sie sich im vorderen Tabellenbereich und erreichte 1957 mit zwölf Siegen in 18 Spielen vor dem Lokalrivalen Sunnanå SK den Staffelsieg, der den Aufstieg in die Zweitklassigkeit bedeutete. Dort verpasste sie als Tabellenletzte den Klassenerhalt und musste mit Gefle IF und Bodens BK absteigen. Nach drei Jahren in der dritten Liga gelang dem Klub der abermalige Aufstieg, erneut dauerte der Aufenthalt in der Division 2 Norrland nur eine Spielzeit und die Elf musste zusammen mit IFK Kalix und erneut Bodens BK absteigen. Dort verpasste sie ebenfalls den Klassenerhalt und nach einer Saison in der vierten Liga verließ die Abteilung den Verein, um sich Skellefteå AIK anzuschließen. Die zusammengeschlossene Fußballabteilung machte sich 2000 selbständig und spielt seit 2006 unter dem Namen Skellefteå FF.
Die Entwicklung im Bereich Leichtathletik verlief nahezu parallel zur Fußballmannschaft. Sportler der Abteilung konnte in der ersten Hälfte des 20. Jahrhunderts vereinzelte Erfolge feiern, ehe sich die Sektion ebenfalls dem Lokalrivalen Skellefteå AIK anschloss. In den 1990er Jahren fand eine Neugründung statt, wiederum gelangen Vereinsmitgliedern vereinzelt nationale Erfolge.

## Bekannte Sportler
- Lennart Backman – der spätere Bandy- und Fußballnationalspieler begann seine Laufbahn bei Skellefteå IF[2]